# Ајача (Ливорно)
Ајача (итал. Aiaccia) је насеље у Италији у округу Ливорно, региону Тоскана.
Према процени из 2011. у насељу је живело 47 становника. Насеље се налази на надморској висини од 15 м.